# 旅行会社

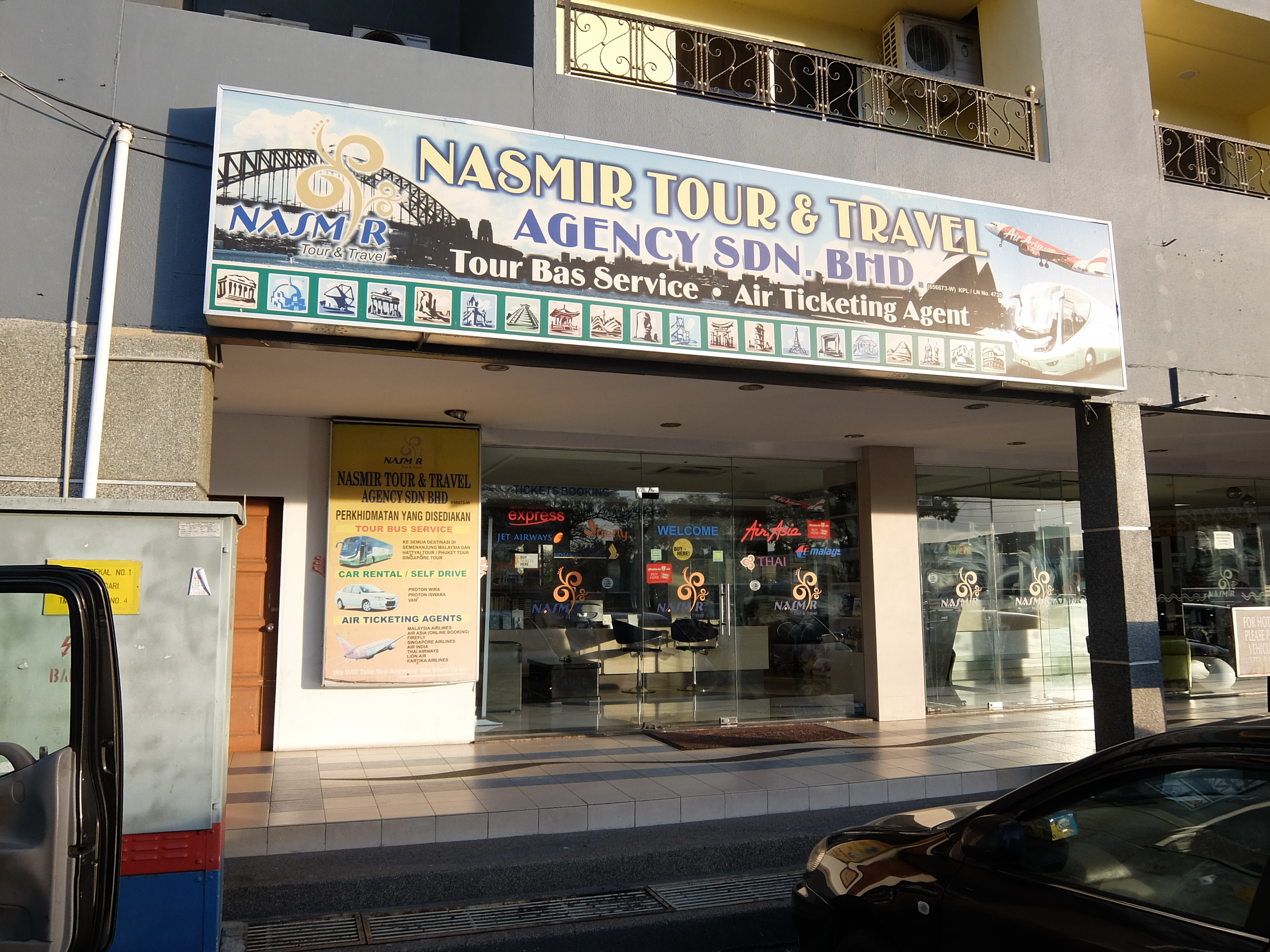
マレーシア・ペナンの旅行会社

旅行会社（りょこうがいしゃ、英: Travel agency）とは、交通・宿泊などの要素から構成された旅行商品を、企画・実施、あるいは仲介して販売する会社のこと。
法令上は旅行業者（りょこうぎょうしゃ）である。他の呼称として、旅行代理店（りょこうだいりてん）、旅行斡旋業者（りょこうあっせんぎょうしゃ）、ツーリストビューロー（英: Tourist bureau）などとも呼ばれる。店舗を持たないオンライン旅行会社や、ビジネストラベルマネジメント対応の旅行会社に関しても、本項で記述する。

## 旅行会社の業務
後述の日本の標準旅行業約款に定められた旅行会社の業務を大まかに分類すると以下の通りである。
1. 募集型企画旅行契約
旅行会社があらかじめ目的地、日程等の旅行内容及び旅行代金を定めた旅行計画を作成し、パンフレット・広告などにより参加者を募集してその旅行を実施すること。一般にはパッケージツアーまたはパック旅行といわれるものがこれにあたる。
2. 受注型企画旅行契約
旅行会社が旅行者の依頼により目的地、日程等の旅行内容及び旅行代金を定めた旅行計画を作成し、その旅行を実施すること。一般には学校の修学旅行や企業の慰安旅行などがこれにあたる。旅行会社ではオーガナイザーツアーということもある。
3. 手配旅行契約
旅行者のため、または運送機関や宿泊施設等のために、サービスの提供について代理して契約を締結し、媒介をし、または取次ぎをすること。JR券、航空券、宿泊券等の予約・手配・販売がこれにあたる。
4. 渡航手続代行契約
旅券（パスポート）や査証（ビザ）の申請手続き等がこれにあたる。
5. 旅行相談契約
旅行に関する相談に応じること。

旅行業法第2条では「専ら運送サービスを提供する者のため、旅行者に対する運送サービスの提供について、代理して契約を締結する行為を行うもの」は旅行業の業務ではないとしている。したがって、鉄道駅やバス停留所付近の売店等で専ら鉄道会社やバス会社に代わり乗車券類を販売する行為、航空運送代理店は旅行業の業務とはみなされず、旅行業の登録は必要ない。

## 日本の旅行会社における登録制度
旅行業法上の旅行業等の区分には、観光庁長官 の登録が必要な第1種旅行業、本社所在地の都道府県知事の登録が必要な第2種旅行業、第3種旅行業、地域限定旅行業、旅行業者代理業、観光圏内限定旅行業者代理業および旅行サービス手配業がある。
| 区分                       | 取扱業務 | 基準資産      | 営業保証金 |
| -------------------------- | --- | ------------- | --- |
| 第1種旅行業                | 海外・国内の企画旅行の企画・実施 手配旅行の企画・実施及びパッケージツアーの代売                                                                | 3,000万円以上 | 前事業年度の取扱額が70億円未満の場合は7,000万円 前事業年度の取扱額が70億円以上2兆円未満の場合は取扱額により8,000万円 - 4億5,000万円 前事業年度の取扱額が2兆円以上の場合は1兆円ごとに1億円をさらに加算 前事業年度における海外募集型企画旅行の取扱額が8億円以上2,100億円未満の場合は取扱額により900万円 - 5,000万円をさらに加算 前事業年度における海外募集型企画旅行の取扱額が2,100億円以上の場合は1,000億円ごとに1,100万円をさらに加算 |
| 第2種旅行業                | 国内の募集型企画旅行の企画・実施 海外・国内の受注型企画旅行の企画・実施 手配旅行の企画・実施及びパッケージツアーの代売                         | 700万円以上   | 前事業年度の取扱額が7億円未満の場合は1,100万円 前事業年度の取扱額が7億円以上2兆円未満の場合は取扱額により1,300万円 - 1億7,000万円 前事業年度の取扱額が2兆円以上の場合は1兆円ごとに3,000万円をさらに加算 |
| 第3種旅行業                | 隣接する市町村に限定した国内の募集型企画旅行の企画・実施 国内・海外の受注型企画旅行の企画・実施 手配旅行の企画・実施及びパッケージツアーの代売 | 300万円以上   | 前事業年度の取扱額が2億円未満の場合は300万円 前事業年度の取扱額が2億円以上2兆円未満の場合は取扱額により450万円 - 1億2,000万円 前事業年度の取扱額が2兆円以上の場合は1兆円ごとに2,500万円をさらに加算 |
| 地域限定旅行業             | 隣接する市町村に限定した国内の募集型企画旅行の企画・実施 パッケージツアーの代売                                                                | 100万円以上   | 前事業年度の取扱額が400万円未満の場合は15万円 前事業年度の取扱額が400万円以上2兆円未満の場合は取扱額により100万円 - 1億2,000万円 前事業年度の取扱額が2兆円以上の場合は1兆円ごとに2,500万円をさらに加算 |
| 旅行業者代理業             | 所属旅行業者より委託された旅行業務の範囲内のみ                                                                                                 | 基準なし      | 供託金なし |
| 観光圏内限定旅行業者代理業 | 所属旅行業者より委託された旅行業務の範囲内かつ観光圏整備法に基づく観光圏内での宿泊者の旅行についてのみ                                         | 基準なし      | 供託金なし |
| 旅行サービス手配業         | 国内向けランドオペレーターのみ （2018年1月施行）                                                                                               | 基準なし      | 供託金なし |

旅行業法によると、第1種、第2種、第3種、地域限定旅行業を営む事業者は一定額以上の財産的基礎があることが求められており、また供託所にあらかじめ一定額を供託しなければならない。なお、旅行業法第三章の定める旅行業協会（日本旅行業協会または全国旅行業協会）に加入した事業者は、弁済業務保証金分担金として5分の1の金額を納付することにより、これに代えることができる。
法的には、各営業所に1名以上の「総合旅行業務取扱管理者、国内旅行業務取扱管理者、地域限定旅行業務取扱管理者」の区分による資格を持つ者の選任と、営業時間中の常駐が必要となる。ただし、観光圏内限定旅行業者代理業は研修修了者で旅行業務取扱管理者の選任の代替は可能である。また、旅行サービス手配業は旅行業法上の「旅行業者等」に扱われていないが、各営業所に1名以上の総合または国内旅行業務取扱管理者もしくは「旅行サービス手配業務取扱管理者」を選任することが義務づけられている。
2017年3月のてるみくらぶの経営破綻を受け、第1種旅行業者は2018年4月から、観光庁に毎年1回、決算申告書・納税証明書・純資産・取引額の書類提出が、5年に1回行われている旅行業の更新の際にも、公認会計士などのチェックを受けた書類を観光庁長官へ提出することがそれぞれ義務付けられた他、前事業年度における海外募集型企画旅行の取扱額が8億円以上の業者は取扱額に応じて、営業保証金が900万円から5000万円（取扱額が2100億円以上の場合は1000億円ごとに1100万円がさらに上乗せされる）、弁済業務保証金分担金が180万円から1000万円（取扱額が2100億円以上の場合は1000億円ごとに220万円がさらに上乗せされる）がそれぞれ追加負担となる。また第1種、第2種、第3種のすべての事業者に対しても、2018年4月以降、純資産に対して取引額が大きい企業や取引額が急激に増大した企業に対し、日本旅行業協会または全国旅行業協会が立入調査を実施する。地域限定旅行業は、前事業年度の取扱額が400万円未満の場合における営業保証金が、100万円から15万円に引き下げられた。
なお、旅行を申し込む利用者が、これらのいずれにも登録していない無登録業者と契約した場合、トラブル発生時において、旅行業法その他の関係法令に基づく法的保護は受けられない。また、日本語のホームページを開設しているが日本国内に営業所を持たない海外の企業と契約した場合は、同様に法的保護の対象外となる。
第1種旅行業者は、観光庁のウェブサイトから確認が可能である。第2種旅行業者・第3種旅行業者等は、東京都・大阪府等、各都道府県のウェブサイトで確認可能となっている。

## 従来型の旅行会社
店舗を通じた旅行商品の販売を行う事業者。英語圏では、Traditional Travel Agency （TTA、伝統的旅行会社）と呼ばれる。
日本の場合、従来型の旅行会社の業務としては、主に以下が挙げられる。
- 交通機関の乗車券、乗船券、航空券（これらを総称して船車券と呼ばれる）の予約・手配・発売。（ただし、専ら運送サービスだけ代理して契約を締結する場合をのぞく[18]）
- ホテル・旅館など宿泊施設の宿泊券の予約・手配・販売。
- ビザ・ESTA等の申請代行。
- パスポートの申請代行（申請書類の簡素化で現在はまれである。）
- 交通機関や宿泊施設・観光施設などを組み合わせたパッケージツアー（募集型企画旅行）の企画、販売、実施。
- 地方自治体等からの受注によるパッケージツアー（受注企画旅行）の企画、催行。
- 外貨の両替、トラベラーズチェックの販売（一部）。
- 旅行券（商品券）の発売。
- 旅行保険の代理販売。
- 旅行雑誌の出版など、旅行に関する情報の収集・提供。

旅行会社の業務は、旅行商品の企画造成とその販売の2つの面を持つ。大手企業では両業務を共に行う企業が多いが、企画造成に特化して販売を提携企業に委託するホールセラー専業の企業もある。これに対し、ホールセラーから受託された旅行商品を販売する企業はリテーラーと呼ばれる。小さな旅行会社の営業店舗は、リテールを専門としているケースが多い。
日本の旅行業法の規定では、従来型の旅行会社が販売する旅行商品は、募集型と受注型の企画旅行、および手配旅行に分類される。インターネットの普及以前は、遠隔地の宿泊施設や交通機関の手配は、旅行会社を通さなければ困難とされた。
しかし、インターネットの普及以降、個人で容易に手配が可能となったことから、旅行者が、旅行会社を経由せず、宿泊施設や航空会社などと直接契約するケースが増加した。この影響から、日本の旅行業者及び旅行業者代理業者数は、1995年から2015年の間に、約4分の3に減少（旅行業者代理業者数は半減）している。
他産業と比較して、旅行業の収益性の低さが指摘されており、このため、従来型の旅行会社は、オンライン販売を併せて行う と同時に、サービスの手厚さを求める需要層に向けて、富裕層 やシニア を対象とした高品質旅行商品の提供や、目的特化型旅行商品の開発 など、差別化されたサービスの強化が図られている。また、JTBなど大手企業を中心に、MICE需要の取り込み、ビジネストラベルへの注力や、地方創生事業への取り組み、国境を越えた事業展開も進められている。

## オンライン旅行会社
| サイト名                                                                 | 訪問数     |
| ------------------------------------------------------------------------ | ---------- |
| ブッキングドットコム                                                     | 2億5,962万 |
| トリップアドバイザー※                                                    | 2億5,059万 |
| Airbnb                                                                   | 1億3,121万 |
| スカイスキャナー※                                                        | 4,640万    |
| エクスペディア                                                           | 4,522万    |
| ホテルズドットコム                                                       | 3,012万    |
| トリバゴ※                                                                | 2,729万    |
| KAYAK※                                                                   | 2,615万    |
| アゴダ                                                                   | 2,488万    |
| 携程旅行网                                                               | 2,401万    |
| *シミラーウェブ調べ *PC経由・スマートフォン経由の合計 *「※」はメタサーチ |            |

| サイト名                                                                                 | 閲覧者数 |
| ---------------------------------------------------------------------------------------- | -------- |
| じゃらんnet                                                                              | 6,310万  |
| 楽天トラベル                                                                             | 5,810万  |
| トリップアドバイザー※                                                                    | 4,400万  |
| LINEトラベルjp※                                                                          | 3,250万  |
| Yahoo!トラベル※                                                                          | 3,190万  |
| エイチ・アイ・エス                                                                       | 2,810万  |
| JTB                                                                                      | 2,690万  |
| フォートラベル※                                                                          | 2,560万  |
| ブッキングドットコム                                                                     | 2,510万  |
| 一休.com                                                                                 | 2,061万  |
| *日本観光振興協会・ヴァリューズ調べ *PC経由・スマートフォン経由の合計 *「※」はメタサーチ |          |

エクスペディア、ブッキングドットコムやトラベロカなどのオンライン販売に特化した企業で、英語圏を中心に、Online Travel Agency （OTA）と呼ばれる企業。利用者は、オンライン旅行会社の運営するウェブサイトやモバイルアプリ内で、旅行商品の手配を行う。
伝統的旅行会社（Traditional Travel Agency，TTA）の淘汰が進んだアメリカ をはじめとして、2010年代に旅行産業における主要プレイヤーとなり、日本においても、楽天トラベルを運営する楽天やじゃらんnetを運営するリクルートなど、従来型の旅行会社と異なる企業が、旅行業者としての登録を行い、旅行産業の中でウェイトを持つようになっている。世界的には、ブッキング・ホールディングスとエクスペディア・グループが、この分野の2大企業となっている。また、各企業でオンライン販売される同内容の旅行商品を企業の枠を横断して旅行者に提示するメタサーチ運営企業が存在感を高めており、世界的にはトリップアドバイザーが代表的企業となっている。
なお、外資系のオンライン旅行会社は、日本国内に営業所を持たないため、日本の旅行業法の定める、旅行の安全の確保及び旅行者の利便の増進に関わる法的義務を負っていない。このため、外資系のオンライン旅行会社を利用する場合、日本国内を目的地とする場合でも、基本的に旅行業法による保護の対象外としてサービスを利用することになる。
2010年代後半、日本国内では業者間の競争が激しくなる中、3社が自社サイトに掲載する宿泊施設の料金を他社サイトより安いか同額にする「最安値条項」を盛り込む手法で囲い込みを始めた。これについては公正取引委員会が独占禁止法に違反するものとして警告、2019年には立ち入り検査も行われた。2022年までに各社は最安値条項を撤廃している。

### 地域OTA
地域OTA（または地域型OTA、地域版OTA）とは、上記のような全国を網羅したOTAとは異なり、特定の地域（市区町村レベル）に特化した旅行商品（宿泊予約、アクティビティ予約、物産）をオンライン販売するビジネスモデルや取り組みのこと。運営主体は、当該地域の観光協会や地域DMOであり､第3種旅行業免許を所有していることが多い。
｢地域OTA｣の定義は定まっておらず､話者によっても微妙に異なっているが、観光庁では､2022年12月6日に発表した「観光DX推進のあり方に関する検討会」の中間とりまとめにおいて以下のような文脈で地域OTAという用語を使用している｡
特に、中小規模のアクティビティ事業者等においてはオンラインでの予約・決済が進んでおらず、公的な施設である水族館や美術館等においても、一部予約・決済ができていない施設もある｡
～中略～

地域において、そのブランドに適した地域OTA、ECサイト等のウェブサイトを構築して地域一体となった情報発信を行うことは、有効な課題解決策の一つである。特に、上述の情報掲載手法が分からない事業者や情報掲載に係る作業人員やコストを捻出することが困難な事業者の多い地域においては、有効な取組と考えられる。
また､同じ資料内で｢解決の方向性｣として､優先的に支援することを提言･表明しており､注目が高まっている｡
<<シームレスな予約･決済が可能な地域サイトの構築>>

補助事業においては、情報発信や予約・決済機能の提供をシームレスに行うとともに、地域のブランドに適した一体感のあるサイトの整備に対して優先的に支援することが必要。
2023年3月の最終取りまとめでは、さらに踏み込んで｢情報発信・予約・決済機能をシームレスに提供する地域サイトの構築に対する補助事業での積極的な支援｣と明記すると同時にこのような地域サイトの設置をKPIに設定して､目標値を｢2027年度末に全ての登録DMO｣とした｡

#### 地域OTAの目的･効果
地域OTAの目的･効果は､単なるデジタル化による業務効率や品質の向上にとどまらない｡後述したように（1）経済面 （2）人材面（3）データ利活用など多岐に渡る。これらにより、観光庁の表現を借りれば「観光地経営の高度化」がもたらされ、究極的には、地域全体が活性化することが目的と言える｡
1. 経済面 : カネ（地域外に流出している成約手数料）が地域に落ちて循環する。
2. 人材面 : ヒト（デジタル人材）の雇用･育成の受け皿となる。「まちづくりは人づくり」
3. データ利活用 : 予約データ､顧客データ､口コミデータが地域に蓄積される。顧客との継続的な関係構築､プラン内容の最適化､料金設定の最適化（レベニュー･マネジメント）、業務の平準化等への活用が考えられる。

## ビジネストラベルマネジメント
企業の出張業務を一元的に受注・管理し、出張費用の削減、経費管理、危機管理などのサービスを行う、ビジネストラベルマネジメント（Business Travel Management, BTM）対応の旅行会社が、欧米を中心に広がっている。企業活動のグローバル化に伴い発達した事業形態であり、一般企業が旅行業者として登録されたBTM対応のグループ企業（インハウス旅行会社と呼ばれる）を持つ場合 のほか、近年ではビジネストラベル専門のノウハウを持つ旅行会社が現れている。世界的には、アメリカン・エキスプレスやカールソン・ワゴンリー・トラベルなどが、BTMを専門とする代表的企業となっている。

## 主な旅行会社

### 日本企業ランキング
2019年度における取扱額および売上高を示す。旅行業界では、一般企業における「売上高」とは別に、「取扱額（Gross Bookings、総予約額）」と呼ばれる指標が用いられている。取扱額は観光庁による集計。取扱額には旅行業以外の部門（出版業・航空セールス業など）を含めないが、売上高には旅行業以外の数値が含まれている。また、取扱額は四捨五入表示であり、海外旅行・外国人旅行・国内旅行の各部門の加算値が合計と一致しない場合がある。
| 順位 | 企業名                     | 取扱額合計   | 海外旅行部門 | 外国人旅行部門 | 国内旅行部門 | 売上高       | 備考                                                           |
| ---- | -------------------------- | ------------ | ------------ | -------------- | ------------ | ------------ | -------------------------------------------------------------- |
| 1    | JTB（連結）                | 1兆5,771億円 | 5,445億円    | 979億円        | 9,344億円    | 1兆2,886億円 | 取扱額はグループ11社合計                                       |
| 2    | KNT-CTホールディングス     | 4,593億円    | 1,537億円    | 248億円        | 2,807億円    | 3,854億円    | 取扱額は近畿日本ツーリスト・クラブツーリズム等グループ13社合計 |
| 3    | エイチ・アイ・エス（連結） | 4,530億円    | 3,721億円    | 244億円        | 565億円      | 7,286億円    | 取扱額はオリオンツアー・クルーズプラネット等グループ6社合計    |
| 4    | 日本旅行                   | 4,249億円    | 1,097億円    | 476億円        | 2,677億円    | 547億円      |                                                                |
| 5    | 阪急交通社（連結）         | 3,356億円    | 2,033億円    | 37億円         | 1,286億円    | 338億円      | 取扱額は阪急阪神ビジネストラベル等グループ3社合計              |
| 6    | ジャルパック               | 1,782億円    | 448億円      | 0.4億円        | 1,334億円    |              |                                                                |
| 7    | ANAセールス                | 1,738億円    | 225億円      | 13億円         | 1,500億円    |              |                                                                |
| 8    | 東武トップツアーズ         | 1,225億円    | 282億円      | 76億円         | 868億円      | 184億円      |                                                                |
| 9    | エアトリ                   | 1,186億円    | 563億円      | -              | 623億円      | 243億円      | オンライン旅行業。エアトリ等グループ4社合計                    |
| 10   | 名鉄観光サービス           | 874億円      | 152億円      | 22億円         | 700億円      | 175億円      |                                                                |

### 世界の旅行会社
伝統的旅行会社
2019年の伝統的旅行会社の規模を示す。数値は各社の年次報告書に拠る。
| 企業名         | 売上高                             | 本部所在国 | 備考                                                                                             |
| -------------- | ---------------------------------- | ---------- | ------------------------------------------------------------------------------------------------ |
| トゥイ（連結） | 189億2,800万ユーロ（Turnover）     | ドイツ     | 旅行部門以外（航空部門など）の数値が含まれている。ヌーベル・フロンティエール等グループ企業を含む |
| 中国国旅       | 479億6,649万元（Operating income） | 中国       | 中国国際旅行社総社（CITS）のほか、免税店運営企業を含む                                           |
| ハナツアー     | 7,631億9,500万ウォン（Sales）      | 韓国       |                                                                                                  |

オンライン旅行会社
2019年のオンライン旅行会社の規模を示す（売上高＝Revenue、取扱額＝Gross Bookings、宿泊販売室数＝Room Nights）。数値は各社の年次報告書に拠る。
| 企業名                       | 売上高        | 取扱額        | 宿泊販売室数 | 本部所在国     | 備考                                             |
| ---------------------------- | ------------- | ------------- | ------------ | -------------- | ------------------------------------------------ |
| ブッキング・ホールディングス | 150.6億米ドル | 964億米ドル   | 8億4,500万室 | アメリカ合衆国 | ブッキングドットコム・アゴダ等グループ企業を含む |
| エクスペディア・グループ     | 120.6億米ドル | 1,079億米ドル | 3億8,900万室 | アメリカ合衆国 | ホテルズドットコム・トリバゴ等グループ企業を含む |
| トリップドットコム・グループ | 51.2億米ドル  | -             | -            | 中国           | スカイスキャナー等グループ企業を含む             |
| トリップアドバイザー         | 15.6億米ドル  | -             | -            | アメリカ合衆国 |                                                  |

ビジネストラベルマネジメント
2019年の取扱額を示す。数値はTravel Weeklyのデータに拠る。
| 企業名                                                    | 取扱額      | 本部所在国     | 備考 |
| --------------------------------------------------------- | ----------- | -------------- | --- |
| アメリカン・エキスプレス・ グローバル・ビジネス・トラベル | 341億米ドル | アメリカ合衆国 | アメリカン・エキスプレスとCertares LPの合弁企業 日本では日本旅行・グローバルビジネストラベル（日本旅行との合弁）として展開 |
| BCDトラベル                                               | 275億米ドル | オランダ       | |
| カールソン・ワゴンリー・トラベル                          | 248億米ドル | アメリカ合衆国 | 日本ではJTB-CWT（JTBとの合弁）として展開                                                                                   |
| フライトセンター                                          | 160億米ドル | オーストラリア | |

## 標準旅行業約款
標準旅行業約款とは、旅行会社と旅行者が交わす契約について、旅行業法に基づき観光庁及び消費者庁が定める旅行会社の約款のモデルである。通常、旅行会社は約款を定めて観光庁長官の認可を受けなければならないが、標準旅行業約款と同一の約款を使用する場合には個別認可を受ける義務が免除される。

### 構成
- 募集型企画旅行契約の部
  - 第1章 総則
  - 第2章 契約の締結
  - 第3章 契約の変更
  - 第4章 契約の解除
  - 第5章 団体・グループ契約
  - 第6章 旅程管理
  - 第7章 責 任
  - 第8章 営業保証金
- 受注型企画旅行契約の部
  - 第1章 総則
  - 第2章 契約の締結
  - 第3章 契約の変更
  - 第4章 契約の解除
  - 第5章 団体・グループ契約
  - 第6章 旅程管理
  - 第7章 責任
  - 第8章 営業保証金
- 別紙 特別補償規程
  - 第1章 補償金等の支払い
  - 第2章 補償金等を支払わない場合
  - 第3章 補償金等の種類及び支払額
  - 第4章 事故の発生及び補償金等の請求の手続
  - 第5章 携帯品損害補償
- 手配旅行契約の部
  - 第1章 総則
  - 第2章 契約の成立
  - 第3章 契約の変更及び解除
  - 第4章 旅行代金
  - 第5章 団体・グループ手配
  - 第6章 責任
  - 第7章 営業保証金
- 渡航手続代行契約の部
- 旅行相談契約の部

## 旅行会社の起こり
大衆の旅行の起源として近世の参詣をあげられることと関連して、日本の旅行会社のルーツの一つとして、御師や先達などが挙げられる。彼らは、社寺に所属する下級の神職や僧侶などで、各社寺の布教のために村々に講(信者団体)を組織し、信者を獲得していった。定期的に村を訪れ、社寺のお札を配ったり、教えを説教したりした。そして、村人が社寺に参拝する際には、彼らは案内人として社寺まで先導し、社寺に到着すれば宿泊先の斡旋や提供、旧所名跡の案内解説を行い、社寺参拝の取次ぎを行なった。この際の参拝者のもたらす収益は大きなもので、信者名簿は顧客リストとして重要視され、高額で取引されるようになり、また借金のかたともされた。これらの制度は、明治に入り政府により廃止されたものの、近代の大衆旅行の基本的な形が既に出来上がっていた。
明治に入り、外貨の獲得を目的として観光業の有用性が注目され、1893年、渋沢栄一を中心に訪日外国人旅行者のもてなしを目的とした「喜賓会」が設立された。1905年に南新助が日本旅行の前身となる「日本旅行会」を創業、日本で初めて鉄道の貸し切りを行い、伊勢神宮や高野山などの参拝旅行を企画・実行、団体企画旅行造成の先駆けとなった。続いて1912年、訪日外国人旅行の促進・斡旋を目的とした任意団体「ジャパン・ツーリスト・ビューロー」（Japan Tourist Bureau、のちの日本交通公社、現在のJTB）が官民合同で設立された。
1964年の東京オリンピック開催に伴う交通インフラ整備と海外観光旅行の自由化を受け、1965年、日本航空が海外パッケージツアー「ジャルパック」を発売、続いて1968年、日本交通公社が日本通運と共同で海外パッケージツアー「ルック」を発売、1970年には日本交通公社が国内パッケージツアー「エース」を発売、以降、旅行会社各社によるパッケージツアーが普及した。
世界的には、イギリスのトーマス・クック社が、近代的な意味での最初の旅行会社とされる。